# Channel Five
Channel 5 är den femte marksända analoga tv-kanalen i Storbritannien, lanserad 30 mars 1997. Ursprungligen lanserades kanalen som Channel 5 men 2002 övergick de till att skriva namnet som Channel Five, innan namnet 2011 ändrades tillbaka.

## Distribution
När kanalen skulle starta var det på många ställen i Storbritannien svårt att hitta frekvensutrymme för kanalen i det analoga marknätet innan den kunde lanseras i mars 1997. På flera ställen hade kanalen frekvensnummer 37, som även används av många videoapparater. Dessa fick därför programmeras om. Till skillnad från de andra fyra kanalerna i det brittiska analoga marknätet (BBC One, BBC Two, ITV1 och Channel 4) kunde kanalen inte sändas i stora delar av landet, främst Englands södra kust. Där skulle kanalen annars ha stört de franska tv-signalerna. Kanalen tillhandahålls av samtliga digital-tv-distributörer i Storbritannien (bland annat via satellit från Sky Television, Freeview och de flesta kabeloperatörerna).

## Program
Kanalens utbud består i huvudsak av underhållningsprogram och pratshower. Man har lockat stora tittarskaror, bland annat genom visandet av de amerikanska serierna CSI, Alias och Lexx.

## Tittarsiffror
Redovisning över Fives tittarandelar sedan starten 1997.
| år   | tittarandelar |
| ---- | ------------- |
| 1997 | 2,3%          |
| 1998 | 4,3%          |
| 1999 | 5,4%          |
| 2000 | 5,7%          |
| 2001 | 5,8%          |
| 2002 | 6,3%          |
| 2003 | 6,5%          |
| 2004 | 6,6%          |
| 2005 | 6,4%          |
| 2006 | 4,9%          |
| 2007 | 5,3%          |
| 2008 | 4,6%          |
| 2009 | 4,8%          |
| 2010 | 4,5%          |
| 2011 | 4,4%          |

## Mottagning i Sverige
De inhemska brittiska public service-kanalerna är officiellt inte tillgängliga i Sverige. För att hindra folk utanför Storbritannien från att titta på dessa kanaler, är sändningarna via satellit riktade mot Storbritannien. Trots detta är det på flera platser i Sverige möjligt att ta emot de digitala sändningarna från satelliten Astra 2D om man har en tillräckligt stor parabolantenn. Programkort eller abonnemang krävs inte då sändningarna är okodade. I Stockholmsområdet räcker det, på grund av en lokalt starkare signal, med en 120 cm stor parabol för att kunna ta emot sändningarna, medan det krävs betydligt större antenner på andra håll i Sverige, exempelvis i Skåne eller Norrland. Några av de kanaler som ligger fritt på satelliten, och därmed kan tas emot i Sverige, är BBC One, BBC Two, BBC Three, BBC Four, CBBC, BBC News, ITV1, ITV2, ITV3, ITV4, CITV och Five. Samtliga dessa kanaler är numera överflyttade till de nya satelliterna Astra 2E och Astra 2F. Detta innebär att mottagning utanför Storbritannien ofta endast är möjlig med mycket stora parabolantenner, I många fall är mottagning överhuvudtaget inte möjlig alls.
Om folk utanför Storbritannien tittar på landets inhemska kanaler i alltför stor utsträckning kan det bli ett problem för programföretagen. Dels på grund av rättighetsavtal då de enbart besitter rättigheter för Storbritannien men även för att företagen ska kunna sälja sina program till andra TV-bolag i exempelvis Sverige. BBCm ITV och Channel 4 har en omfattande produktion och en förutsättning för denna är de inkomster som man får in genom försäljning till andra TV-bolag.

## Lanseringen
Tjejbandet Spice Girls lanserade kanalen med en ny version av 1960-talshiten "5-4-3-2-1" söndagen den 30 mars 1997 kl 18.00. Presentatörerna Tim Vine och Julia Bradbury introducerade Storbritanniens femte marksända analoga kanal med en timmes smakprover och trailar ur olika program under titeln "Give me 5!". 
Resten av premiärkvällens tablå såg ut som nedan:
- 18.30: Family Affairs - Första avsnittet av Channel 5:s egenproducerade såpopera (1,72 miljoner tittare).
- 19.00: Two Little Boys - En dokumentär skapad och presenterad av David Aaronovitch, som följde dåvarande barndomen premiärministern John Major och oppositionsledaren Tony Blairs barndomsår (0.68 miljoner tittare).
- 20.00: Hospital! - komedishow (1,12 miljoner).
- 21.00: "Beyond Fear" - tv-drama (1,70 miljoner).
- 22.30 : The Jack Docherty Show - Channel 5:s dagliga talkshow (1,16 miljoner).
- 23.10: The Comedy Store Special - Stå-uppkomedi från Dylan Moranoch intervjuer med komiker (0,73 miljon).
- 23.40: Turnstyle - Sportprogram (0,49 miljoner)
- 00.10: Live and Dangerous - Channel 5:s sportblock (0,08 miljoner)
- 05.30: Give me 5! - En ny chans att se Spice Girls lansering av den nya kanalen (0,03 miljoner)

2,49 miljoner slog på kanalen för att se lanseringen av Storbritanniens femte analogt marksända tv-kanal - en siffra högre än vid lanseringen av Channel 4 15 år tidigare.

## Logotyper
| 16 september 2002 - 6 oktober 2008 | 6 oktober 2008 - 13 februari 2011 | 13 februari 2011 - 10 februari 2016 | 11 februari 2016 - nuvarande |
| ---------------------------------- | --------------------------------- | ----------------------------------- | ---------------------------- |

### Fotnoter
1. ↑  ”Channel 5 turns four” (på engelska). BBC. 30 mars 2001. http://news.bbc.co.uk/2/hi/entertainment/1231802.stm. Läst 19 februari 2017.